# 697 Галілея
697 Ґалілея (697 Galilea) — астероїд головного поясу, відкритий 14 лютого 1910 року.
Тіссеранів параметр щодо Юпітера — 3,225.